# Pareugyrioides dalli
Pareugyrioides dalli är en sjöpungsart som först beskrevs av Friedrich Ritter 1913.  Pareugyrioides dalli ingår i släktet Pareugyrioides och familjen kulsjöpungar. Inga underarter finns listade i Catalogue of Life.